# Parque Nacional Aarón de Anchorena

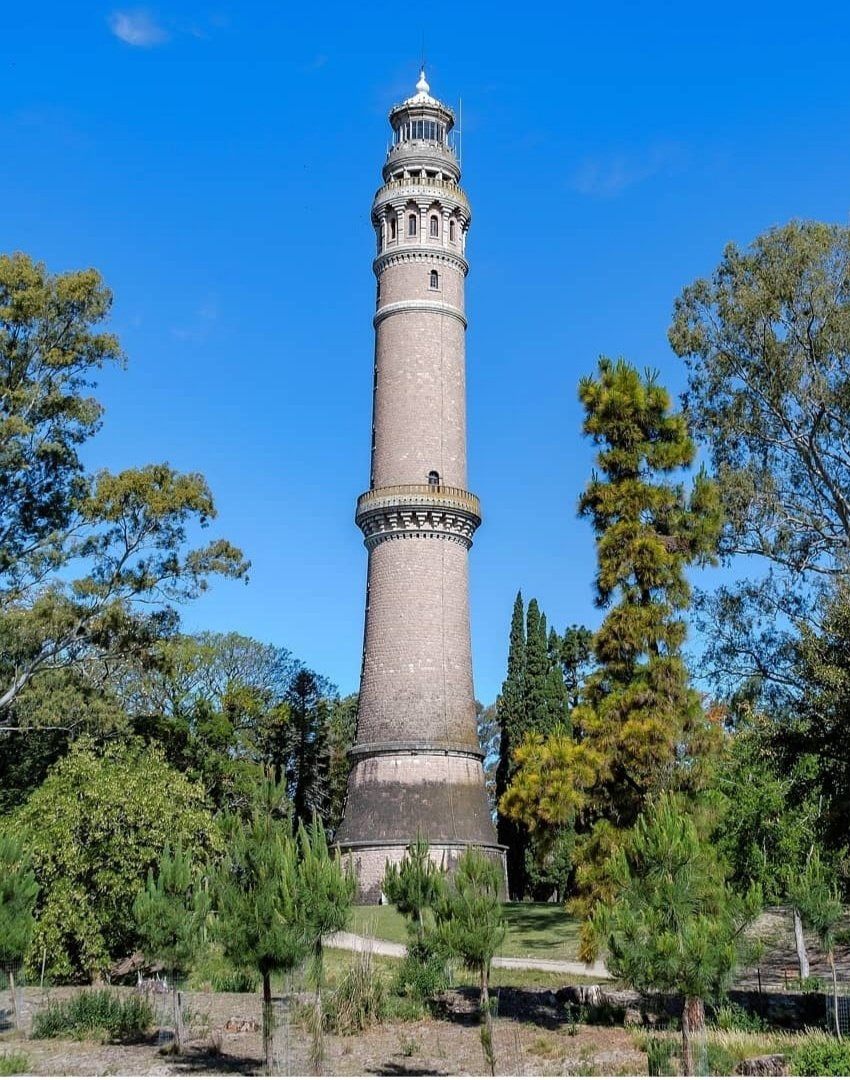
Faro Torre de Gaboto, dentro del parque homónimo.

El Parque Nacional Aarón de Anchorena es un parque nacional de Uruguay, que se encuentra ubicado en el departamento de Colonia, en el suroeste de Uruguay, sobre la margen izquierda del Río San Juan en su desembocadura en el Río de la Plata, a 208 kilómetros de Montevideo. Dentro del mismo, se encuentra la residencia descanso del Presidente de la República. 

## Historia

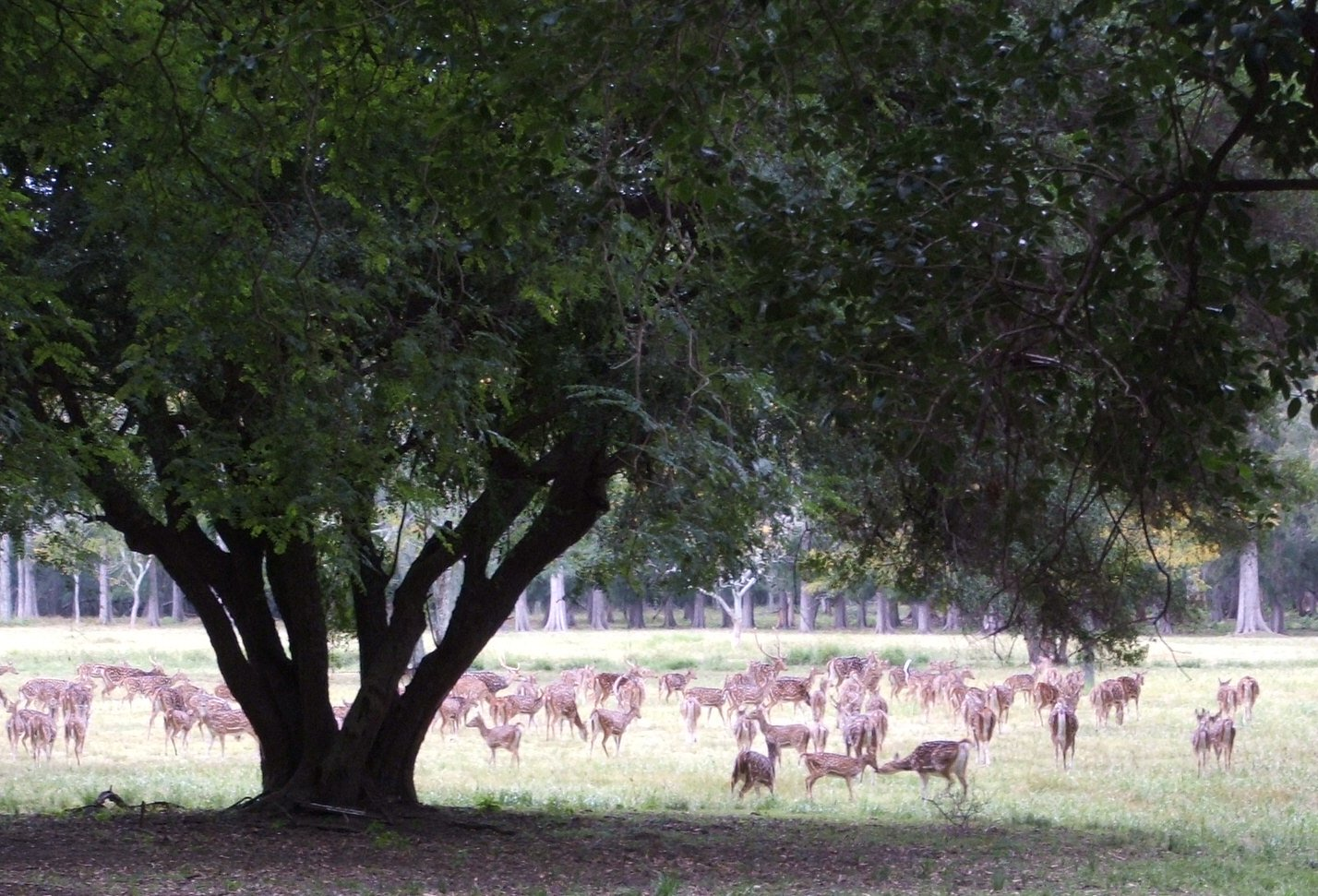
Ciervos axis en el Parque Anchorena.

El Parque Anchorena es fruto del legado del aristócrata argentino Aarón de Anchorena, quien dio unas 1.369 hectáreas de su estancia de la Barra del Río San Juan a la República Oriental del Uruguay, con el destino específico de ser dedicadas a parque con fines conservacionistas, turísticos y educativos “para bienestar y solaz de la población” y para residencia de descanso para los mandatarios uruguayos.
El origen del parque se remonta a 1907 cuando Anchorena, en compañía de su amigo Jorge Newbery, sobrevolaron el Río de la Plata en un globo aerostático llamado "El Pampero", el primero en realizar dicho vuelo. Anchorena quedó maravillado y quiso comprar tierras al norte del departamento pero, como no estaban disponibles para la venta, su madre le compró 11 000 hectáreas en la zona de la desembocadura del Río San Juan, que Anchorena había visto desde el globo.
Anchorena viajaba a Europa y Asia en su barco llamado "El Pampa". Sembró y pobló los campos de Colonia del Sacramento, introduciendo muchas especies animales y vegetales.
Entre los animales introducidos por el estanciero se destacó el ciervo axis de la India, que se adaptó fácilmente al territorio uruguayo. Actualmente los ciervos axis no solamente pueblan el parque, siendo fáciles de ver en manadas, sino que se extendieron al resto del territorio. Asimismo, introdujo el chancho jabalí, posiblemente para la caza de montería, que también se diseminó al resto del país, convirtiéndose en plaga nacional. También importó otras especies, como canguros, búfalos y faisanes, que hoy están extintas en el país.
En cuanto a las especies vegetales, introdujo más de 200 especies arbóreas y arbustivas provenientes de todos los continentes, que hacen del parque el segundo arboreto del país, después del Arboretum Lussich. De las especies vegetales, cabe destacar:
- Álamo blanco
- Alcornoque
- Araucaria
- Arce
- Ciprés calvo
- Eucaliptos de más de 50 variedades
- Liquidambar
- Sauce criollo
- Tipa

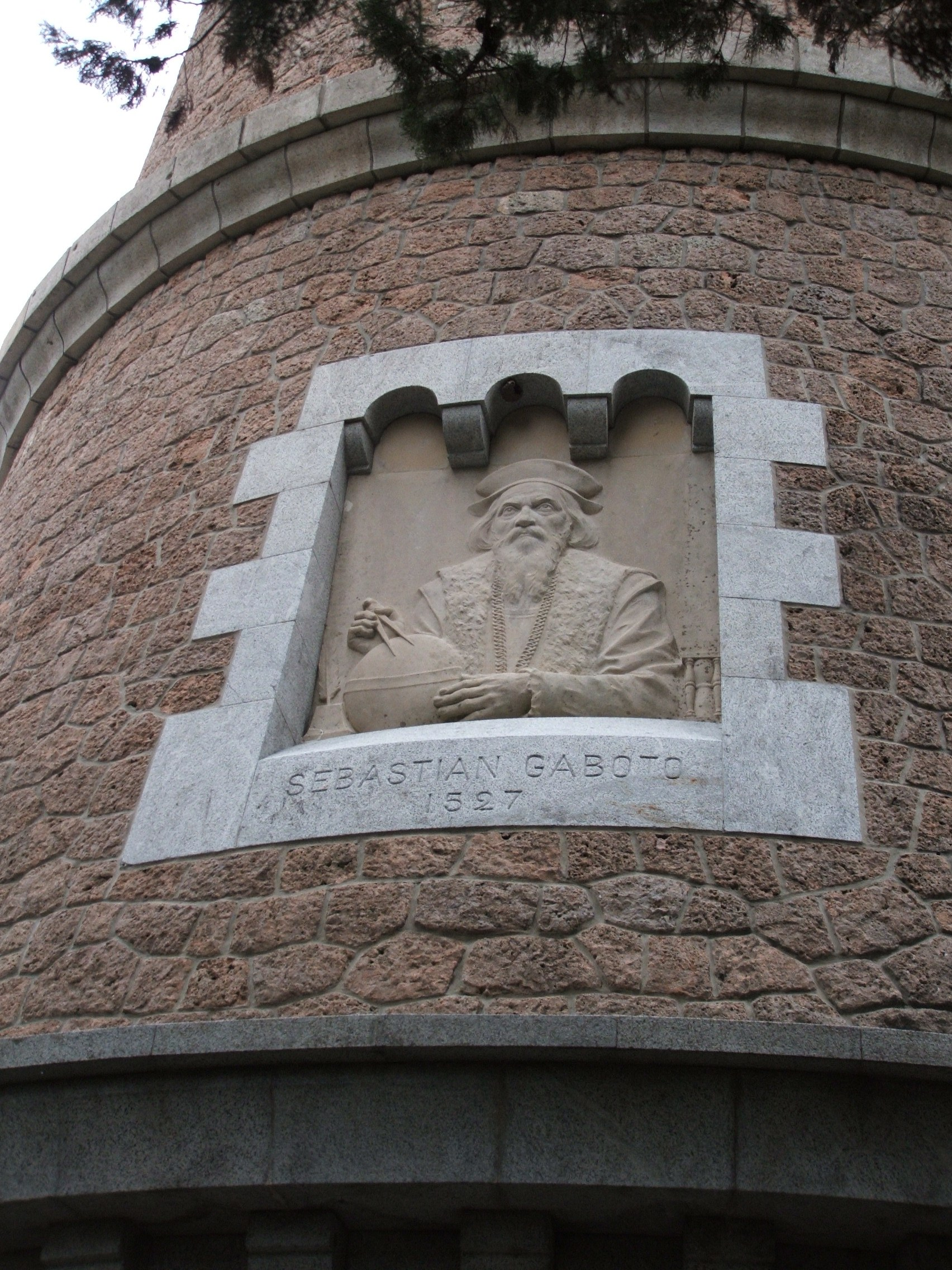
Efigie de Sebastián Gaboto.

Anchorena encomendó el diseño del parque al paisajista alemán Hermann Botrich. La primera casa de Anchorena se conserva intacta: es de material con techo de zinc, la típica casa de campo criolla con las ventanas en hilera, llegando al piso, bajo el alero que recorre toda su longitud.
También construyó una capilla y un palomar. A pocos metros un vivero donde todavía se hacen las plantas para la reforestación y para mantener el jardín; junto a este, la antigua jaula donde Anchorena tenía los monos. Tanto en las construcciones como en el parque hay objetos de los numerosos viajes de Anchorena por el mundo.
En la zona del parque tuvo lugar el primer asentamiento de los españoles en el Río de la Plata, una pequeña fortificación de muy corta vida, por orden de Sebastián Gaboto en 1527.[cita requerida] En honor a Gaboto, Anchorena erigió la Torre de Gaboto una torre-faro de sillería de 75 metros de alto a la cual se asciende a través de 320 escalones y que proporciona una vista excepcional de la región, incluyendo la vista de la costa argentina y de edificios de la ciudad de Buenos Aires. 
En la década de 1930 Anchorena estaba seriamente endeudado y hacia 1938 pidió ayuda financiera a quien era entonces su esposa, Zelmira Paz. Ella vendió su residencia, el Palacio Paz, para levantar la hipoteca de Anchorena. De esa manera Anchorena pudo mantener la propiedad de la estancia de La Barra; de otra manera hubiera tenido que venderla.
Aarón de Anchorena murió el 24 de febrero de 1965. De las 11 000 hectáreas iniciales conservaba unas 4.700. Conforme a su testamento, hecho en 1963, fueron beneficiados su ahijado Juan de Anchorena, su sobrino Luis Ortiz Basualdo, y el estado uruguayo, con la donación de 1.370 hectáreas que rodean la casa. El gobierno uruguayo aceptó este legado en 1968.

## Residencia presidencial

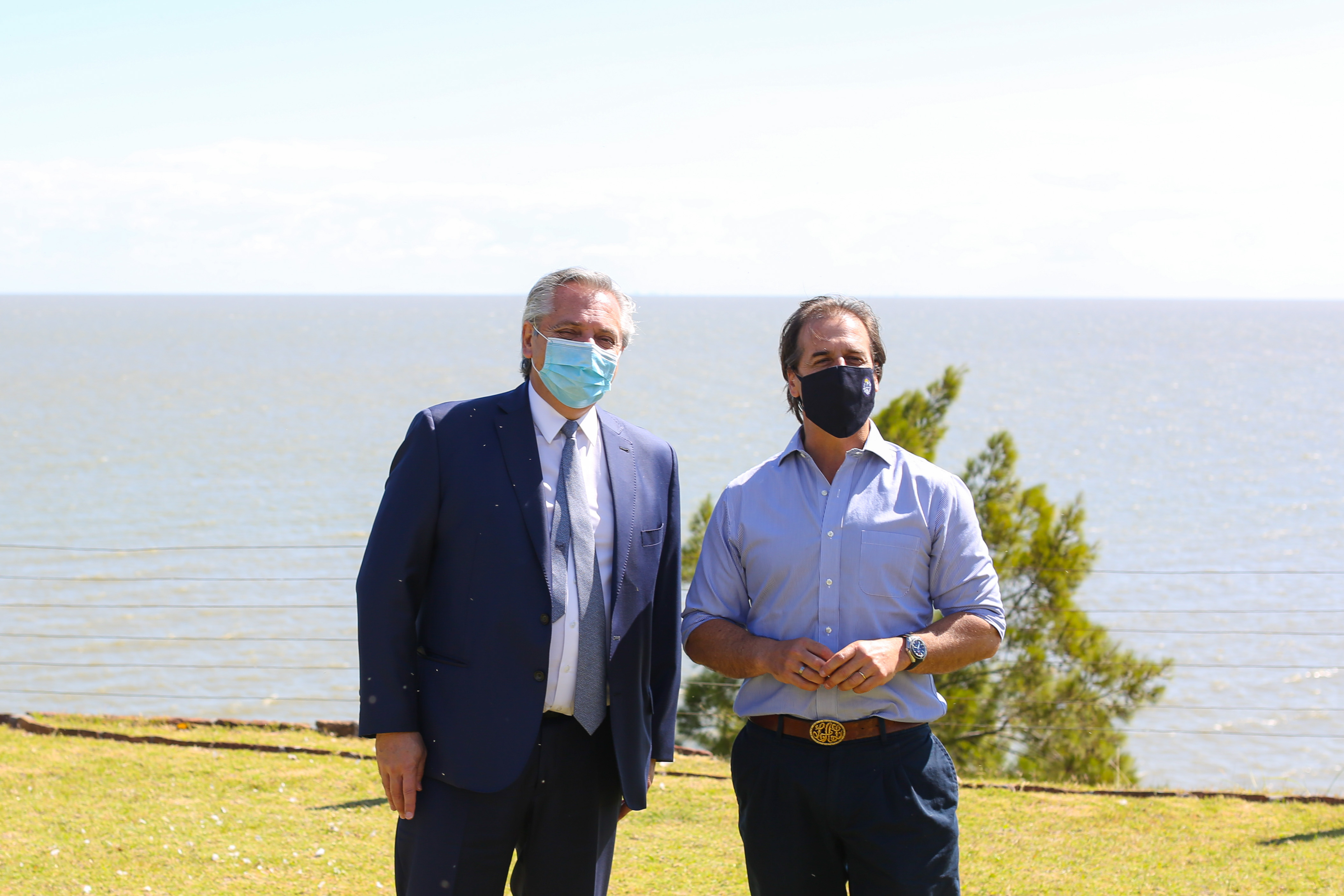
Luis Lacalle Pou y Alberto Fernández en 2020.

La antigua residencia de Aarón de Anchorena ubicada en su estancia de la Barra del Río San Juan, fue construida en 1911 y combina los lenguajes arquitectónicos de los estilos normando y tudor. Tras la muerte de Aaron de Anchorena, este la encomendó al estado para uso únicamente de descanso del jefe de Estado. A fines de los años setenta, al convertirse como tal, Jorge Pacheco Areco se convirtió en el primer presidente en habitarla. 
Desde entonces también ha servido como sede de importantes reuniones y como lugar de recepción de dignatarios de diversos países, como George W. Bush, la princesa Ana de Inglaterra, Mauricio Macri, Cristina Fernández, Felipe González y Alberto Fernández.

## Parque público
El Parque Anchorena está abierto al público en forma organizada desde su habilitación el 17 de noviembre de 1990.
En el lugar se realiza un servicio de interpretación de la naturaleza, con una única modalidad de visitas guiadas. Estas comienzan en el Centro de Visitantes con una introducción explicativa donde el guía se refiere a la parte histórica, valores y cuidados del área. Las personas que deciden realizar el recorrido deben registrarse en la recepción. La recorrida se realiza con vehículos propios del Parque, contándose con 2 buses para realizar el sendero de interpretación. La capacidad es limitada, siendo 70 adultos aproximadamente la cantidad de personas que lo pueden visitar (capacidad de los buses). Por esta razón es importante realizar la reserva previa.
Los recorridos se realizan de jueves a domingo a las 10:00 hs y a las 14:30 hs., durando el mismo aproximadamente 2 horas; se recorren unos 7 kilómetros y consta de 4 paradas en puntos estratégicos: la costa del Río de la Plata, frente al Palacio Aaron de Anchorena, la Torre de Gaboto y el muelle sobre el Río San Juan realizándose de forma optativa un pequeño sendero a pue de 200 mts de largo sobre la costa del Río San Juan.. Una vez finalizada la actividad se ofrece un audiovisual en el Centro de Visitantes.
El parque también se encontraba abierto en forma permanente para quienes ingresaran por vía fluvial, hasta que en marzo de 2006 fue cerrado a las embarcaciones deportivas, las que para acceder al río requerían autorización previa de la Prefectura Naval. La medida fue adoptada por el entonces Presidente uruguayo Tabaré Vázquez por "razones de seguridad". La apertura para el acceso por vía fluvial para todos los navegantes del Río de la Plata forma parte de las cláusulas que redactó Aarón de Anchorena en la donación del parque, ya que sus amigos tenían por costumbre visitarlo por dicho acceso. Es de destacar que entre ellos se encontraba Jorge Newbery. Sin embargo, el presidente Luis Lacalle Pou en 2020 emitió una resolución donde levantó las restricciones a la navegabilidad del Río San Juan impuestas en 2006, siendo de libre navegación.